# Sõmeru (Kose)
Sõmeru – wieś w Estonii, w prowincji Harju, w gminie Kose.